# Pervazivni razvojni poremećaji
Pervazivni razvojni poremećaji (PRP) predstavljaju grupu neuropsihijatrijskih razvojnih
poremećaja koje karakterišu usporenje i devijacija u oblasti socijalnog i kognitivnog razvoja,
naročito u oblasti razvoja govora i jezika. Počinju tokom prvih godina života, uz tendenciju
promene simptoma sa uzrastom deteta. Autizam, kao prototip ove grupe poremećaja, prvi put je opisan od strane Kanera 1943. godine, i primarno manifestuje poremećaj u afektivnom kontaktu.

## Naziv
Naziv „pervazivni“ prvi put se pojavljuje u DSM-III klasifikaciji 1980. godine (izdatoj od strane Američke psihijatrijske organizacije-APA)
Ovaj naziv imao je cilj da istakne osnovne karakteristike ove grupe poremećaja, a to je da oni prožimaju i obuhvataju sve sfere funkcionisanja deteta. Međutim ako se iz te definicije posmatra on lingvistički nije u potpunosti tačan jer u autizmu poremećaj ne obuhvata podjednako sve oblasti života deteta.
Definicija pervazivnih razvojnih poremećaja, koja se danas koristi inspirisana je iscrpnim opisima
kliničke slike autizma koju je prvi opisao Lea Kanera (1943) i Aspergerovog sindroma (nazvanog po autoru koji ga je prvi opisao 1944. godine).
Pod istim nazivom nešto kasnije ovaj poremećaj se pojavljuju u DSM-IV klasifikaciji (izdatoj od strane Američke psihijatrijske organizacije-APA), i prvi put u MKB-10 klasifikaciji (1992).
U nazivu PRP, ističe se zajednička karakteristika ovih poremećaja, a to je da psihopatološka ispoljavanja prožimaju sve sfere funkcionisanja deteta, uz naznačena kvalitativna oštećenja: u razvoju recipročnih socijalnih interakcija, verbalnih i neverbalnih sposobnosti komuniciranja i imaginativnih aktivnosti.
Sagledavajući sve probleme oko nepotpune definicije poremećaja, stručnjaci koji se bave autizmom, na VI evropskom kongresu o autizmu u Glazgovu 2000, predložili su redefinisanje naziva Pervazivni
razvojni poremećaj i predložili uvođenje novog, deskriptivnog naziva Poremećaj iz autističnog spektra, koji bi obuhvatio širok dijapazon ispoljavanja autističnih simptoma od lakih do teških formi uz veoma živu diskusiju da li Aspergerov sindrom pripada autističnom spektru ili spada u
kategoriju rane dečje psihopatije.

## Klasifikacija pervazivnih poremećaja prema MKB-10 klasifikaciji
U MKB-10 klasifikaciji, koja je usaglašena sa ICD-X i DSM-IV klasifikacionim sistemima, PRP se razvrstavaju u sledeće grupe:
- F84.0 — Dečji autizam
- F84.1 — Atipični autizam
  - F84.10 — Atipičnost po uzrastu početka poremećaja
  - F84.11 — Atipičnost po simptomatologiji
  - F84.12 — Atipičnost po uzrastu i simptomatologiji
- F84.2 — Retov (Rett) sindrom*
- F84.3 — Drugi dezintegrativni poremećaj detinjstva
- F84.4 — Hiperkinetički poremećaj udružen s mentalnom retardacijom i stereotipnim pokretima
- F84.5 — Aspergerov sindrom
- F84.8 — Drugi pervazivni razvojni poremećaji
- F84.9 — Pervazivni razvojni poremećaj, nespecifikovan
- * - Retov sindrom je genetsko oboljenje koje nema veze sa klasičnim pervazivnim poremećajima razvoja, međutim gen koji ga uzrokuje je otkriven nakon završetka rada na MKB-10.

## Kriterijumi za postavljanje dijagnoze
Da bi se postavila dijagnoza pervazivnog razvojnog poremećaja neophodni su:
- Detaljna razvojna anamneza
- Opservacija ponašanja
- Korišćenje instrumenata
- Procena intelektualnih sposobnosti i govora
- Opšti medicinski i neurološki pregled
- Dopunska ispitivanja: genetičko ispitivanje, metabolički skrining urina na fenilketornuriju i štetne sastojke hrane, ispitivanje sluha, EEG, CT, NMR

„Idealna dijagnoza” PRP bi tako podrazumevala identifikaciju poremećaja sa istom etiologijom, istim ispoljavanjem i istim odgovorom, ili skup od tri ključna tipa ponašanja koji je konstatovan do 36. meseca života deteta:
1. kvalitativno oštećenje recipročnih socijalnih interakcija
2. kvalitativno oštećenje verbalne i neverbalne komunikacije i imaginacije
3. značajno smanjen repertoar interesovanja i aktivnosti

## Terapija
U terapiji PRP treba koristiti lekove za rešavanje određenih problema u ponašanju; koji treba da treba da bude specijalizovana u skladu sa vrstom PRP i detetovim specifičnim potrebama.
Neka deca sa PRP imaju koristi od pohađanja nastave u specijalizovanim učionica u kojima je broj dece mali što omogućava individualni rad.
Rana intervencija, uključujući odgovarajuće i specijalizovane obrazovne programe i druge oblike podrške, igra presudnu ulogu u poboljšanju ishoda terapije pojedinaca sa PRP.

## Literatura
- Olivera Aleksić, Nenad Rudić, Smiljka Popović-Deušić, Milica Pejović-Milovančević, Milena Banjac-Karović, Mogućnost primene klasifikacionih sistema u oblasti PRP, Psihijat.dan./2002/34/3-4/281-289/
- Aleksić O. Najnovija saznanja o autizmu. U: Bojanin S, Pijašo Dž, Glumbić N (ured): Autizam danas. Beograd: Zavod za udžbenike i nastavna sredstva; 2001. str. 272-275.
- Matić V (1978). „Psihoza razvojnog doba.”. Psihijatrija danas. 2: 133—140..
- Abraham HD. „Do psychostimulants kindle panic disorder?”. American Journal of. 1974; 143, 1627–29.
- American Psychiatric Association. Diagnostic and statistical manual of mental disorders. 3rd ed. Washington, DC: APA; 1980.
- Aylard PR, Gooding JH, McKenna PS. A validation study of three anxiety and depression selfassessment scales. Psychosomatic Research 1987; 1, 261–68.
- De Rougemont D. Passion and society. London: Faber and Faber; 1950.
- Mullen PE. Morbid jealousy and the delusion of infidelity. In: Bluglass R, Bowden P, eds. Principles andpractice of forensic psychiatry. London: Churchill Livingstone; 1990. p. 823–834.

## Spoljašnje veze
- CDC's "Learn the Signs. Act Early." campaign - Information for parents on early childhood development and developmental disabilities (језик: енглески)
- „NINDS Pervasive Developmental Disorders Information Page”. Архивирано из оригинала 17. 05. 2008. г. (језик: енглески)

|  | Molimo Vas, obratite pažnju na važno upozorenje u vezi sa temama iz oblasti medicine (zdravlja). |